# Фрадкина, Елена Михайловна
Елена Михайловна Фрадкина (31 августа 1901 — 1981) — советская театральная художница.

## Биография
Окончила ВХУТЕМАС, училась у П. Кончаловского и А. Лентулова. Член Союза художников СССР. Участница Всесоюзной художественной выставки в Москве (1955).

### Семья
Муж — писатель Евгений Яковлевич Хазин (1893—1974), автор изданных за рубежом в 1970-е гг. книг «Этюды о русской драматургии» и «Всё позволено: Размышления о творчестве Достоевского»; брат Надежды Мандельштам.

## Творчество
Известны её совместные работы с С. К. Вишневецкой.

### Сценография

#### Театр им. МГСПС
- Ревизор (1924)[7]
- Театр Клары Газуль, П. Мериме (1924)[7]

#### Киевский русский театр
- Оптимистическая трагедия (1933)[7]

#### 3-й Московский театр для детей
- Проделки Скапена (1937)[7]
- Снежная королева, Е. Шварц (1938)[7]
- Сказка, М. Светлов (1939)[7]

### Декорации

#### Аварский театр драмы
- Ворон, К. Гоцци (1959)
- Проделки Скапена (1960)

#### Центральный детский театр
- Двадцать лет спустя, М. Светлов (1957)

#### ЦТСА
- Первый бал Вики, Г. Приеде (1961)